# Peter Velappan
Peter Velappan (1935. október 1. – 2018. október 20.) maláj sporttisztviselő. 1978 és 2007 között az Ázsiai Labdarúgó-szövetség főtitkára.

## Pályafutása
Angliában a Birminghami Egyetemen, majd Kanadában a McGill Egyetemen tanult. Ezt követően hazatért Malajziába, és Negeri Sembilan székhelyén, Seremban városában dolgozott tanárként. 1963 és 1980 között a maláj labdarúgó-szövetség egyik titkára volt. Több alkalommal volt rövid időre a maláj válogatott szövetségi kapitánya (1963, 1966, 1968). 1978 és 2007 között az Ázsiai Labdarúgó-szövetség (AFC) főtitkáraként tevékenykedett. A 2002-es világbajnokság szervező bizottságának a koordinációs igazgatója volt.